# Hans Imhoff (Schriftsteller)
Hans Imhoff (* 16. Februar 1939 in Langenhain) ist ein deutscher Aktionskünstler und philosophischer Schriftsteller.

## Leben
Hans Imhoff war philosophischer Schüler (und Kritiker) Theodor W. Adornos und ab 1967 Aktionskünstler innerhalb der westdeutschen Studentenbewegung. In seinen medienwirksamen Provokationen, dann in Flugblättern und später in Büchern karikierte er die Theoriesprache der 68er-Bewegung und funktionalisierte sie um.
Seither entstand ein umfassendes poetisch-philosophisches essayistisches Werk, das sich gängigen Kategorien weitgehend entzieht. Imhoff unternimmt nahezu keine Bemühungen zur Verbreitung seiner Bücher, die zumeist als bibliophil gestaltete Ausgaben in dem bis Ende 2003 bestehenden Euphorion Verlag erschienen sind. Neuere Arbeiten werden veröffentlicht als Privatdrucke unter dem Signum Geistphilosophisches Privatissimum.
Es gibt keine verwandtschaftliche Beziehungen zu dem gleichnamigen Schokoladenfabrikanten.
Imhoff lebt in Frankfurt am Main.

## Werke (Auswahl)
- Die Mitscherlich-Aktion. 1972.
- Der Hegelsche Erfahrungsbegriff. 1973.
- Übergang zur Wirklichkeit. 1977.
- Republikanische Blüte (I–VI). 1979–2009.
- Mnemosyne. Satiren. 1983, ISBN 3-922679-22-6.
- Poiesis. Verfassungsfragen. 1984, ISBN 3-922679-25-0.
- Untersuchung über das Verhältnis der Gegenwartsmoderne zum Schönen. 1985, ISBN 3-922679-26-9.
- Summa Ovidiana. Celtis Tractatio. 1988, ISBN 3-922679-32-4.
- Splendor globi. 1988, ISBN 3-922679-33-1.
- Herabstieg zur Lebensmitte. 1994, ISBN 3-922679-43-9.